# Maranta
Maranta és un gènere de plantes angiospermes de la família de les marantàcies, natives de Mèxic i de l'Amèrica tropical.
Algunes de les seves espècies s'usen com planta d'interior. Són plantes de fulla persistent i de creixement lent. Aquest gènere, amb unes 20 espècies reconegudes, pertany a la família Marantaceae. Rep el nom del metge i botànic italià del segle xvi, Bartolommeo Maranti. Maranta arundinacea, a més de ser ornamental, també es cultiva pel midó de les seves arrels.
Totes les espècies tenen rizoma. Les fulles són enteres i les flors petites amb tres pètals i dos estaminoides més grossos que semblen pètals.

## Cultiu
Les dues espècies que es cultiven com ornamentals són Maranta leuconeura i Maranta arundinacea. Es propaguen per esqueix (amb 2 o 3 fulles) o per divisió dels rizomes.

## Taxonomia

### Espècies
Dins d'aquest gènere es reconeixen les 39 espècies següents:
- Maranta amazonica L.Andersson
- Maranta amplifolia K.Schum.
- Maranta anderssoniana Yosh.-Arns, Mayo & M.Alves
- Maranta arundinacea L.
- Maranta bracteosa Petersen
- Maranta burchellii K.Schum.
- Maranta cordata Körn.
- Maranta coriacea S.Vieira & V.C.Souza
- Maranta cristata Nees & Mart.
- Maranta cyclophylla K.Schum.
- Maranta divaricata Roscoe
- Maranta foliosa Körn.
- Maranta friedrichsthaliana Körn.
- Maranta furcata Nees & Mart.
- Maranta gibba Sm.
- Maranta gigantea N.Luna & E.M.Pessoa
- Maranta hatschbachiana Yosh.-Arns, Mayo & M.Alves
- Maranta humilis Aubl.
- Maranta incrassata L.Andersson
- Maranta leuconeura É.Morren
- Maranta lindmanii L.Andersson
- Maranta linearis L.Andersson
- Maranta longiflora S.Vieira & V.C.Souza
- Maranta nanica F.Fraga & J.M.A.Braga
- Maranta noctiflora Regel & Körn.
- Maranta parvifolia Petersen
- Maranta phrynioides Körn.
- Maranta pluriflora (Petersen) K.Schum.
- Maranta pohliana Körn.
- Maranta polystachya (K.Schum.) J.M.A.Braga
- Maranta protracta Miq.
- Maranta pulchra S.Vieira & V.C.Souza
- Maranta rugosa J.M.A.Braga & S.Vieira
- Maranta ruiziana Körn.
- Maranta rupicola L.Andersson
- Maranta sobolifera L.Andersson
- Maranta sophiana Yosh.-Arns, F.Fraga & J.M.A.Braga
- Maranta tuberculata L.Andersson
- Maranta zingiberina L.Andersson

### Sinònims
Aquest gènere té un sinònim heterotípic:
- Allouya Plum. ex Aubl.